# Мохаммед Башир Маззуз
Мохаммед Башир Маззуз (Mohammed Bashir Mazzuz) (Айн-Сефра, Алжир) — алжирський дипломат. Надзвичайний і Повноважний Посол Алжиру в Україні.

## Біографія
Народився 20 березня 1951 року на півдні Алжиру в місті Айн-Сефра. Закінчив Університет Ніцци (Франція), магістр з економіки.
У 1980-х працював головним директором Алжирського сільськогосподарського банку, підпорядкованого Міністерству фінансів Алжиру. 
У 1980–1982 — заступник директора з торгівлі Міністерство торгівлі.
У 1982–1989 — директор Credit Agricole, Міністерство фінансів.
У 1989–1993 — заступник директора з персоналу, Міністерство закордонних справ.
У 1993–1997 — Повноважний міністр з економічних питань, Посольство Алжиру в Парижі.
У 1997–2001 — заступник директора з персоналу, Міністерство закордонних справ.
У 2001–2005 — Консул Алжиру у Ніцці та Монако.
У 2005–2008 — заступник директора з економічних питань, Міністерство закордонних справ.
У 2008–2009 — директор з економічних питань, Міністерство закордонних справ.
З 2009 року Надзвичайний і Повноважний Посол Алжиру в Києві (Україна).
З 2011 року Надзвичайний і Повноважний Посол Алжиру в Республіці Молдова за сумісництвом.